# Смольянинов, Александр Андреевич
Алекса́ндр Андре́евич Смольяни́нов (1903—?) — высокопоставленный сотрудник НКВД-МВД.

## Биография
Родился в селе Ковылкино. Русский по национальности. Член ВКП(б) с 1925 года. В 1930 году окончил Московский институт инженеров транспорта. Позднее защитил диссертацию, кандидат технических наук. С 1942 года сотрудник НКВД.
- С 31 марта 1942 г. — начальник отделения эксплуатации железнодорожного транспорта ГУЛЖДС НКВД СССР (города Киров, Москва);
- С 18 июля 1944 г. — заместитель начальника Отдела эксплуатации ГУЛЖДС МВД СССР;
- С 29 марта 1949 г. — зам. начальника ГУЛЖДС МВД СССР;
- С 21 августа 1951 до 18 марта 1953 г. — начальник ГУЛЖДС МВД СССР.

## Звания
- 2 апреля 1947 — инженер-капитан;
- 1 октября 1949 — инженер-подполковник;
- 24 декабря 1951 — инженер-полковник.

## Награды
- 8 апреля 1944 — Орден «Знак Почёта» (за строительство Карагандинского угольного разреза).
- 27 ноября 1950 — Орден Трудового Красного Знамени (за строительство Печорской железной дороги Кожва—Воркута)[3]